# Чиро
Чиро̀ (на италиански: Cirò) е малко градче и община в Южна Италия, провинция Кротоне, регион Калабрия. Разположено е на 351 m надморска височина. Населението на общината е 3033 души (към 2012 г.).